# SRT1720
SRT1720 è un farmaco sperimentale che è stato studiato da Sirtris Pharmaceuticals, ed è inteso come una piccola molecola attivatrice del sottotipo SIRT1 delle sirtuine. Il composto è stato studiato negli animali: la sicurezza e l'efficacia negli esseri umani non è stata ancora stabilita.

## Ricerca sugli animali
SRT1720, in modelli animali di obesità e diabete, migliora la sensibilità all'insulina e riduce i livelli plasmatici di glucosio nel tessuto grasso, in quello muscolare e in quello epatico, e migliora la funzione mitocondriale e metabolica.
Uno studio condotto presso il National Institute of Aging su topi resi obesi e diabetici attraverso una dieta ad alto contenuto di grassi e di zuccheri, ha evidenziato che l'alimentazione di questi animali integrata quotidianamente con alte dosi di SRT1720, iniziando ad un anno di età, aumentata la durata della vita media del 18%, e la durata di vita massima del 5%, rispetto ad altri topi diabetici e obesi, dalla aspettativa di vita ridotta.
In ogni caso gli animali trattati con SRT1720 continuavano ad avere una durata di vita decisamente più breve rispetto a topi di normale peso corporeo ed alimentati con dieta normale, non assuntori dell'attivatore della sirtuina.

In un ulteriore studio, SRT1720 aumentava la vita media dei topi diabetici ed obesi del 21.7%, similmente allo studio precedente, ma non sembrava esservi alcun effetto sulla durata di vita massima.
Fin dall'iniziale  scoperta di SRT1720, la pretesa che questo composto fosse un attivatore di SIRT1 è stata contestata e in seguito difesa.
Allo stato attuale la molecola SRT1720 non è attualmente in fase di sviluppo clinico. Tuttavia un composto correlato, SRT2104, è attualmente oggetto di sviluppo e valutazione clinica per un eventuale impiego in alcune malattie metaboliche.